# Émilie Charmy
Pour les articles homonymes, voir Charmy.

Reproduction en noir et blanc du portrait fait de Jenny Sacerdote par Émilie Charmy

Émilie Charmy, née Émilie Espérance Barret le 2 avril 1878 à Saint-Étienne et morte le 7 novembre 1974 à Crosne (Essonne), est une peintre française proche du mouvement fauvisme à ses débuts.

## Biographie
Née à Saint-Étienne dans une famille bourgeoise d’origine alsacienne, elle devient orpheline à 5 ans au décès de sa mère. Son grand frère Jean devient son tuteur. Elle peint son premier tableau en 1895.
En 1898, ils partent s'installer à Lyon. Jusqu’en 1902, Émilie Charmy prend des cours privés auprès du peintre lyonnais Jacques Martin, l’école des beaux arts de Lyon étant alors inaccessible aux femmes.
Avec son frère, elle part s'installer à Saint-Cloud. En 1903, elle expose au Salon des indépendants à Paris huit de ses œuvres ; elle y exposera chaque année jusqu'en 1910. Elle est remarquée par la galeriste de Montmartre Berthe Weill. Elle participe au Salon d'automne à Paris, du 18 octobre au 25 novembre 1906, où elle présente des natures mortes, et à une exposition collective à la galerie Berthe Weill en novembre 1906.
En 1906 elle se lie avec le peintre fauve Charles Camoin avec qui elle fait plusieurs voyages : en Corse, puis à Toulon en 1906, Lyon, Toulon et Porquerolles en 1909 et la Corse et Cassis en 1910.
En 1910 elle installe son atelier au 54, rue de Bourgogne à Paris[réf. nécessaire].
Sa première exposition personnelle importante se tient en 1911 à la galerie d’Eugène Druet.
Elle rencontre Georges Bouche, peintre lyonnais né en 1874, et le suit six mois de l'année à Marnat en Auvergne où elle peint des paysages et des autoportraits. En 1914 Georges Bouche part à la guerre ; elle reste seule à Marnat et en 1915 donne naissance à son fils Edmond à Paris. Ils se marient en 1931.
Le comte Étienne de Jouvencel, son principal collectionneur après la guerre, la soutient et la promeut dans le monde littéraire et artistique. Il lui organise en 1921 une exposition personnelle aux Galeries d'œuvres d'art, 50 rue du Faubourg-Saint-Honoré à Paris, avec un grand succès. Les textes du catalogue sont écrits par Henri Béraud, Roland Dorgelès et Pierre Mac Orlan. La même année, pour son autre exposition personnelle à la galerie d'Art ancien et moderne à Paris, le catalogue est préfacé par Colette qui devient son amie. Colette écrira d'elle « le pinceau subtil, sans artifice, et guidé par une lucide passion, c'est bien ce pinceau-là qui attache, [...] d'une léchade infaillible, la goutte de lumière aux feuilles vernies du camélia, le gras velours au pétale de la rose, la houppe ensoleillé à la branche du chorus et la plaque de nacre sur l’épiderme d'une hanche ou d'un sein bien tendu ». Colette lui servira de modèle à de multiples reprises.
Par l'entregent d'Élie-Joseph Bois, directeur du Petit Parisien, Émilie Charmy est décorée de la Légion d'honneur en 1926 . Il la présente à de nombreuses personnalités politiques, Édouard Daladier, Aristide Briand et Louise Weiss, dont elle sera proche.
Outre ses expositions personnelles régulières dans les galeries Jeanne Castel et Charpentier, elle expose au Salon des Femmes Artistes Modernes dont elle est la secrétaire et Marie-Anne Camax-Zoegger la présidente. Elle est présente sur la liste des artistes présentant une œuvre à la Galerie Bernheim-Jeune en 1935.
En juin 1928, elle participe à une importante exposition au profit de la Société des amis du Musée du Luxembourg, intitulée Portraits et Figures de Femmes d’Ingres à Picasso. Plus de 180 tableaux sont présentés, notamment peints par Césanne, Boldini, Gaugin, Ingres, Matisse, Modigliani,  Picasso, Toulouse Lautrec etc. ce qui démontre son importance. Elle expose le portrait de la célèbre couturière Jenny Sacerdote.
À la guerre, elle se retire en Auvergne avec Bouche qui meurt en 1941. Après la Libération, elle revient dans son atelier de la rue de Bourgogne ; elle expose chez Jeanne Castel en 1949 et en 1952, à la galerie Paul Pétridès en 1963.
Elle meurt en 1974 à 96 ans. Elle est enterrée dans le cimetière de Celles-sur-Druolles auprès de Georges Bouche.
Ses œuvres sont exposées au musée des beaux arts de Lyon : Paysage de Corse, les pivoines et nature morte aux bananes ainsi qu'au musée Paul-Dini à Villefranche-sur-Saône : Piana et autoportrait.

## Distinctions
- Officière de la Légion d'honneur

## Rétrospectives
- Kunsthaus Bühler à Stuttgart, septembre 1987 à octobre 1987, mai à juin 1991, septembre à novembre 1995.
- Musée Paul-Dini de Villefranche sur Saône; Octobre 2008 à février 2009[4].
- The Fralin Museum of Art, Université de Virginie, août 2013 à février 2014[5].

## Exposition collective
- Émilie Charmy, Maurice Hensel, Edmond Heuzé, Max Jacob, Galerie Georges Térisse, 94 boulevard Haussmann, Paris, avril 1919[6].
- Portraits et Figures de Femmes d’Ingres à Picasso, exposition organisée au profit de la Société des amis du Musée du Luxembourg, du 1er au 30 juin 1928.